# Escalation
Escalation ist eine italienische Kriminalkomödie aus dem Jahr 1968 von Roberto Faenza, der auch das Drehbuch verfasst hatte. Die Hauptrollen sind mit Lino Capolicchio, Claudine Auger und Gabriele Ferzetti besetzt. Zum ersten Mal ins Kino kam der Film am 29. Februar 1968 in Italien. In der Bundesrepublik Deutschland hatte er seine Premiere am 18. Oktober 1968. 

## Handlung
Luca, der Sohn eines italienischen Industriellen, lebt in London ein traumseliges Hippie-Dasein, bis ihn sein Vater in dessen Fabrik einspannen will. Die Arbeit im voll technisierten Büro ödet Luca bald an; er schaut sich lieber Filme über Indien an. Eines Tages spielt er aus Protest seine eigene Ermordung; daraufhin wird er in eine Nervenklinik eingeliefert. Dort gelingt ihm die Flucht, und anschließend betätigt er sich in der Schweiz als Babysitter. Es dauert nicht lange, bis er von einem Detektiv aufgespürt wird.
Lucas Vater besorgt schließlich eine Psychologin, die seinen Sohn „umdrehen“ soll. Mit eiskalten Methoden gelingt der Frau die Gehirnwäsche, und Luca verliebt sich in sie. Es dauert nicht lange, bis die zwei dann vor dem Traualtar stehen. Kaum ist die Traurede gehalten, beginnt die Versklavung und endgültige Domestizierung. Sie, Carla Maria, will Macht und Persönlichkeit erweitern, er die Familie, aber er kommt letztendlich nicht zum Zuge. Als Luca zu viel im Geschäft mitbestimmen will, verrät sein Vater ihm Carla Marias ursprüngliche Aufgabe, worauf diese von Luca vergiftet wird. Ihren bunt bemalten Leichnam verbrennt er am Meer und streut die Asche in die Fluten. Eine Wasserleiche identifiziert er als seine Frau und bereitet der Fremden in einem Glassarg ein obskures Begräbnis. Und also wurde aus einem Hippie ein angepasstes Mitglied der Gesellschaft.

## Kritiken
Der Evangelische Film-Beobachter fasst seine Kritik wie folgt zusammen: „Eine mit parodistischen Einlagen angereicherte Satire auf die moderne, technisierte und kalte Welt. Für Freunde schwarzen Humors ab 18 trotz einiger Erstlingsschwächen als nachdenkliche Unterhaltung zu empfehlen.“ Das Lexikon des internationalen Films urteilt zwiespältig: „Effektreicher, optisch faszinierender Debütfilm, der aber in der Anwendung stilistischer Mittel nicht sehr konsequent und in seiner Gesellschaftskritik etwas simplifizierend wirkt.“ Die staatliche Filmbewertungsstelle Wiesbaden erteilte dem Werk das Prädikat „Wertvoll“.